# Арн (кантон)
Арн (фр. Harnes) — кантон во Франции, находится в регионе О-де-Франс, департамент Па-де-Кале. Входит в состав округа Ланс.

## История
До 2015 года в состав кантона входили коммуны:
- Арн
- Понт-а-Ванден
- Эстевель

В результате реформы 2015 года  состав кантона был изменен.

## Состав кантона с 22 марта 2015 года
В состав кантона входят коммуны (население по данным Национального института статистики за 2018 г.):
- Арн (12 324 чел.)
- Бийи-Монтиньи (8 167 чел.)
- Буа-Бернар (819 чел.)
- Нуайель-су-Ланс (6 646 чел.)
- Рувруа (8 912 чел.)
- Фукьер-ле-Ланс (6 399 чел.)

## Политика
На президентских выборах 2022 г. жители кантона отдали в 1-м туре Марин Ле Пен 48,4 % голосов против 17,7 % у Жана-Люка Меланшона и 16,1 % у Эмманюэля Макрона; во 2-м туре в кантоне победила Ле Пен, получившая 68,2 % голосов. (2017 год. 1 тур: Марин Ле Пен – 43,1 %, Жан-Люк Меланшон – 24,1 %, Эмманюэль Макрон – 12,9 %, Франсуа Фийон – 7,3 %; 2 тур: Ле Пен – 63,3 %. 2012 год. 1 тур: Марин Ле Пен — 32,5 %, Франсуа Олланд — 26,9 %, Николя Саркози — 14,6 %; 2 тур: Олланд — 62,4 %).
С 2017 года кантон в Совете департамента Па-де-Кале представляют мэр города Арн Филипп Дюкенуа (Philippe Duquesnoy) (Социалистическая партия) и мэр коммуны Рувруа Валери Кювелье (Valérie Cuvillier) (Коммунистическая партия).
|                | Кандидаты                      | Партия                   | Первый тур | Первый тур     | Второй тур | Второй тур |
| Кол-во голосов | Кандидаты                      | Партия                   | % голосов  | Кол-во голосов | % голосов  |            |
| -------------- | ------------------------------ | ------------------------ | ---------- | -------------- | ---------- | ---------- |
|                | Филипп Дюкенуа Валери Кювилье  | Разные левые             | 4 566      | 49,06          | 5 348      | 57,24      |
|                | Антони Гарно Гилен Жакар       | Национальное объединение | 3 864      | 41,52          | 3 995      | 42,76      |
|                | Салия Бенмостефа Фабрис Пансер | Европа Экология Зелёные  | 877        | 9,42           |            |            |

|                | Кандидаты                       | Партия             | Первый тур | Первый тур     | Второй тур | Второй тур |
| Кол-во голосов | Кандидаты                       | Партия             | % голосов  | Кол-во голосов | % голосов  |            |
| -------------- | ------------------------------- | ------------------ | ---------- | -------------- | ---------- | ---------- |
|                | Гилен Жакар Жозе Эврар          | Национальный фронт | 6 662      | 45,33          | 7 524      | 52,63      |
|                | Валери Кювилье Брюно Трони      | Левый фронт        | 3 383      | 23,02          | 6 772      | 47,37      |
|                | Валери Дельвалле Филипп Дюкенуа | Левый блок         | 2 884      | 19,62          |            |            |
|                | Франсуа Розброж Анни Фланкар    | Правый блок        | 1 166      | 7,93           |            |            |
|                | Маржори Делонге Гильом Фурнье   | Разные левые       | 601        | 4,09           |            |            |

|  | Кандидат      | Партия                  | % голосов |
|  | ------------- | ----------------------- | --------- |
|  | Иван Дрюон    | Коммунистическая партия | 52,42     |
|  | Патрис Вишлаз | Разные левые            | 47,58     |